# Xenophora caribaea
Xenophora caribaea är en snäckart som beskrevs av Petit de la Saussaye 1857. Xenophora caribaea ingår i släktet Xenophora och familjen Xenophoridae. Inga underarter finns listade i Catalogue of Life.